# Эрманн, Лео
Лео Эрманн (фр. Léo Herrmann; 2 июля 1853, Париж — 1927) — французский художник, мастер жанровых сценок.

## Биография
Родился в 1853 году в Париже в богатой и консервативной еврейской семье. Желание Лео сделать карьеру живописца стало причиной его конфликта с отцом. Он осваивал живопись практически самоучкой, и, хотя и был принят в Высшую школу изящных искусств Парижа, но из-за финансовых сложностей посещал занятия нерегулярно.
С середины 1870-х годов Лео Эрманн выставлял свои работы на парижских выставках. Как правило, это были жанровые сцены — иногда с изображениями светских щёголей или военных, но чаще всего — так называемые «сценки с кардиналами», представлявшие собой сатирические изображения представителей высшего католического духовенства. Несмотря на безобидность, а зачастую даже добродушие сюжетов, такие картины считались в те дни антиклерикальными, вызывали осуждение церкви, и, как и всё запретное, хорошо продавались. Наиболее известным мастером этого жанра был Жан-Жорж Вибер, и Эрманн, в выборе и трактовке своих сюжетов, очевидно, следовал за ним. В биографиях Эрманна особо отмечается, что его работы пользовались повышенным спросом у американских покупателей.
Скончался Эрманн в Париже в 1927 году.

## Галерея

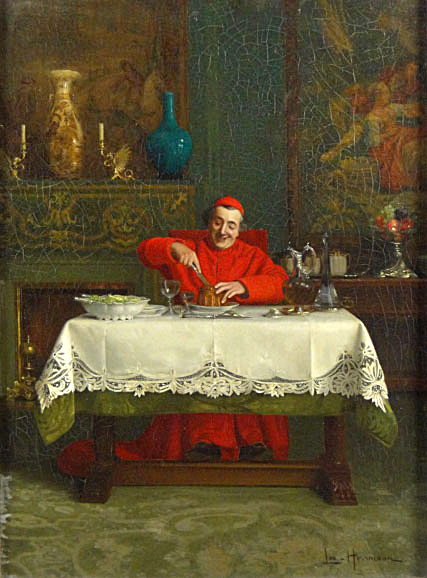
Бон аппети!
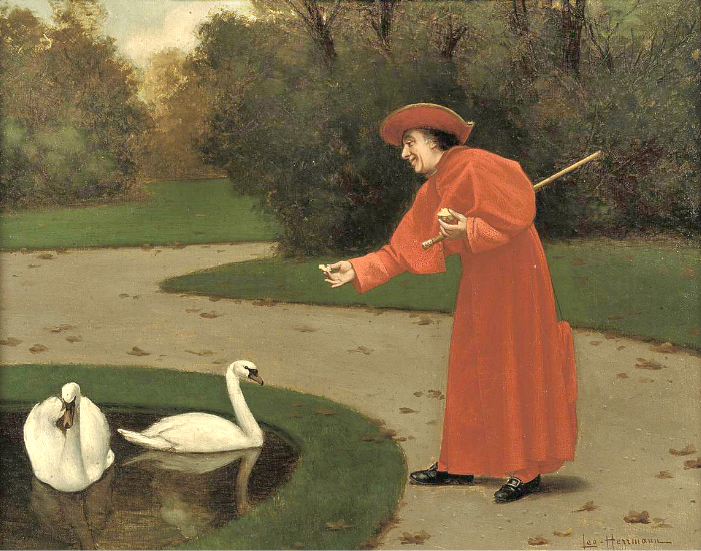
Кормление лебедей
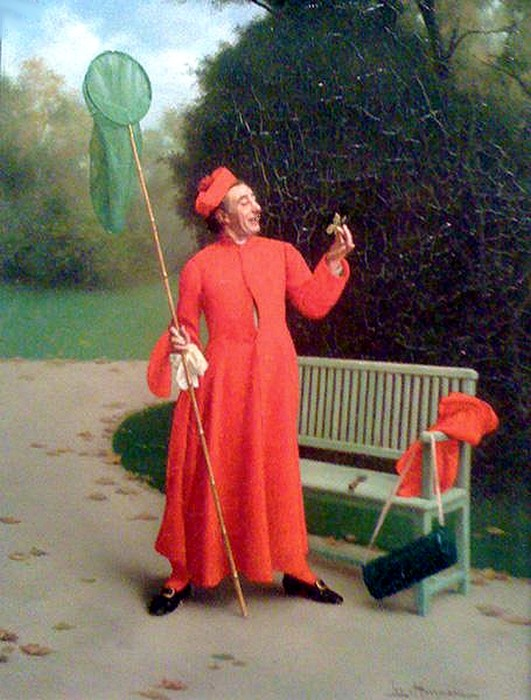
Охота на бабочек
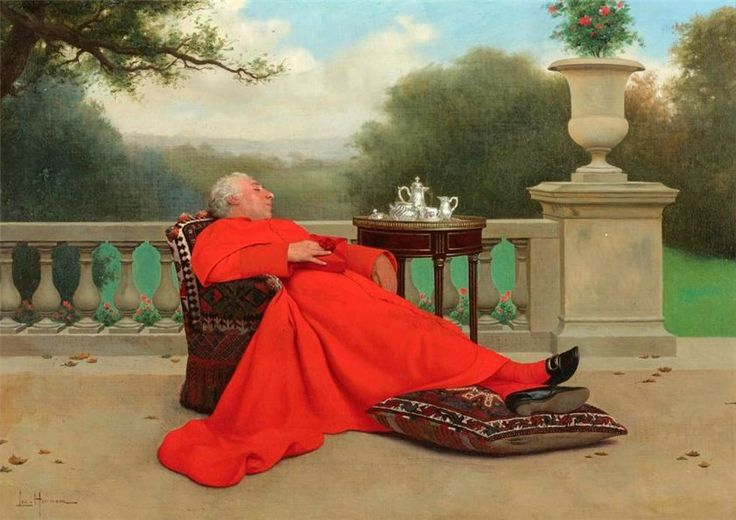
Послеполуденный отдых
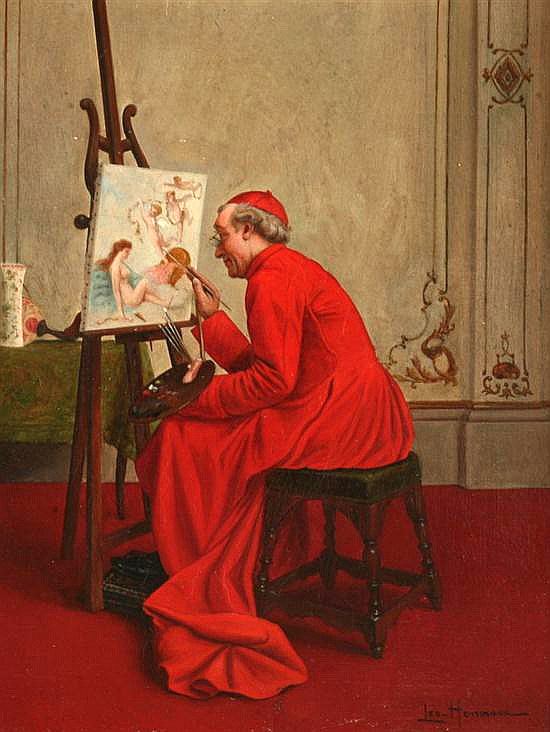
В мастерской кардинала
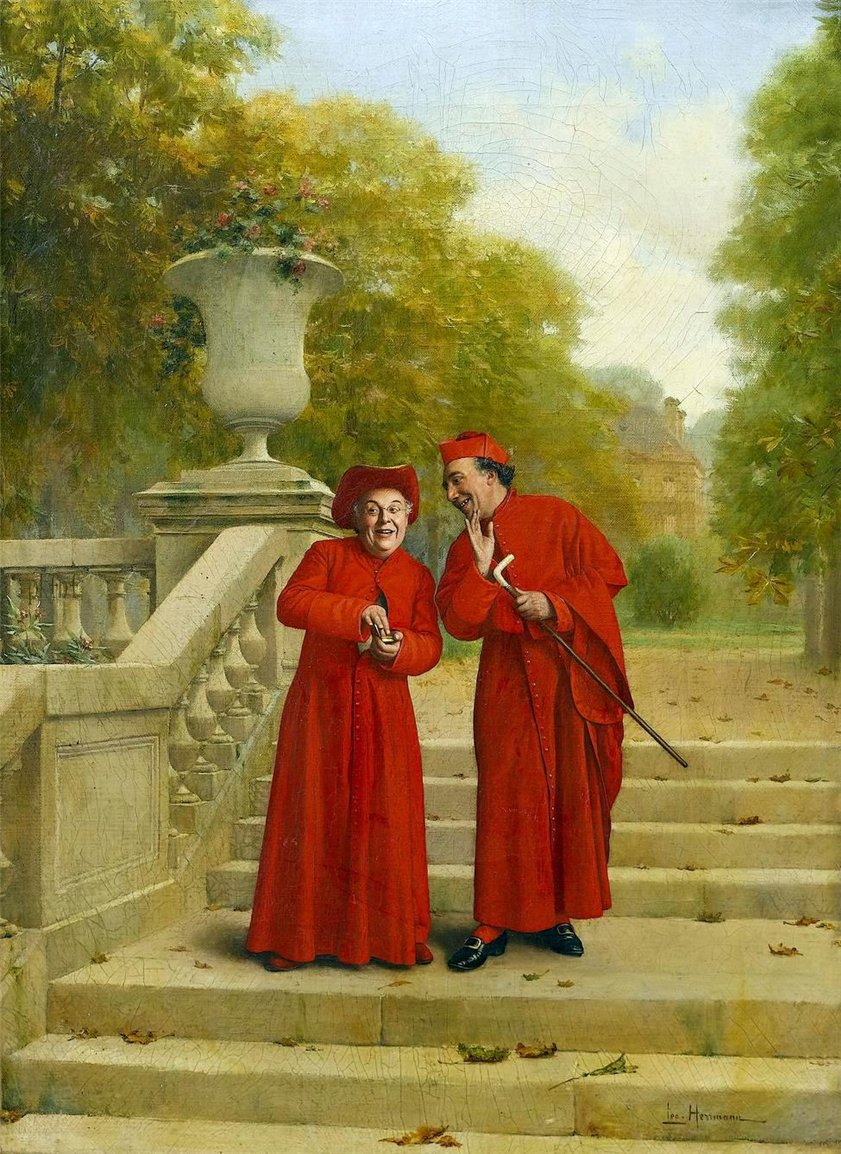
Сплетня
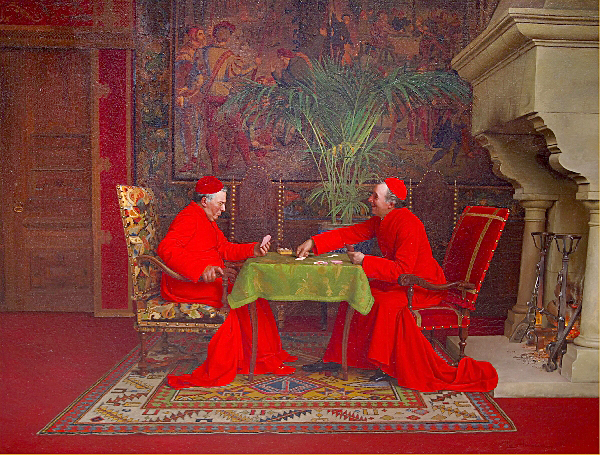
Червовый туз
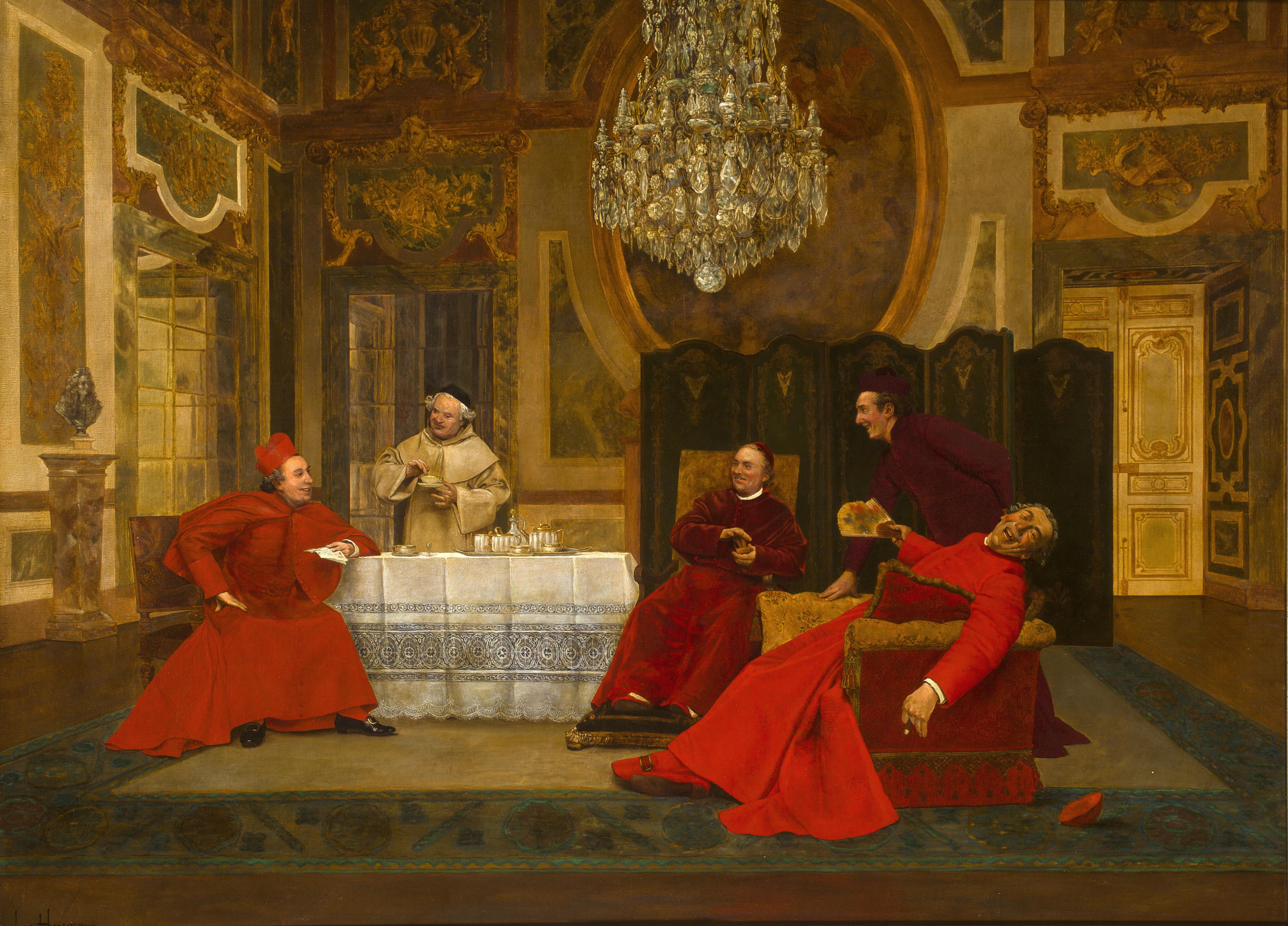
Посиделки во дворце у кардинала
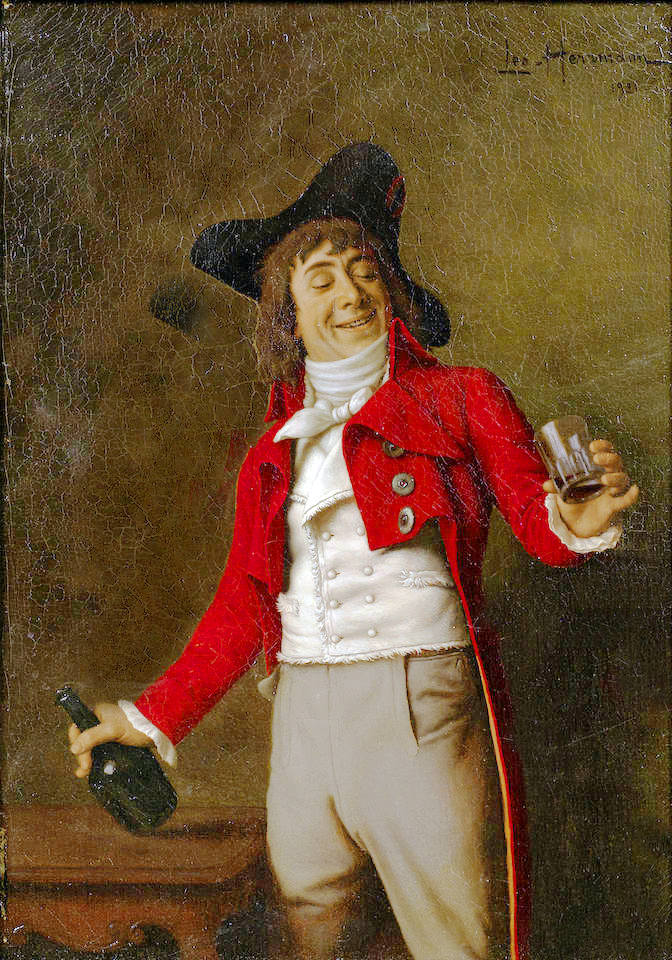
Доброе вино!